# Ginette Jullian
Ginette Marie Hélène Jullian (Montpellier, 8 de diciembre de 1917 - Tahití, 4 de agosto de 1962), cuyo nombre en código era Adele, fue una agente de la organización clandestina Ejecutiva de Operaciones Especiales (SOE) del Reino Unido durante la Segunda Guerra Mundial. El propósito de SOE era realizar espionaje, sabotaje y reconocimiento en la Europa ocupada contra las potencias del Eje, especialmente la Alemania nazi. Los agentes de las SOE se aliaron con grupos de la resistencia y les suministraron armas y equipo lanzados en paracaídas desde Inglaterra.
Jullian era una operadora inalámbrica para la red (o circuito) de permisos de SOE en Francia en 1944.

## Vida
Jullian vivió en Argelia cuando era niña, se casó a los dieciséis años y luego se divorció. En 1940, después de la invasión alemana, huyó de Francia a Inglaterra. En 1943, reprobó un curso de capacitación para ser piloto del Auxiliar de Transporte Aéreo Británico, pero luego se unió a la Yeomanry de Enfermería de Primeros Auxilios y se capacitó para la Dirección de Operaciones Especiales, aprendiendo paracaidismo, seguridad y operación inalámbrica. El 7 de junio de 1944, el día después del Día D, se lanzó en paracaídas a Francia cerca del pueblo de Saint-Viâtre, Loir-et-Cher, con su colega Gérard Dedieu. Llegaron con las redes de empresas estatales sumidas en el caos. La red inalámbrica de Jullian fue confiscada por un líder de la Resistencia francesa y muchos miembros de la resistencia habían sido capturados por los alemanes o estaban escondidos. A fines de junio, Dedieu y Jullian finalmente encontraron una casa segura en Chartres, obtuvieron un equipo inalámbrico y comenzaron a operar, organizando el envío aéreo de 450 botes CLE de armas y suministros a los combatientes de la resistencia. Después de que Chartres fuera liberada por el ejército estadounidense el 15 de agosto, trabajó con los estadounidenses como operadora inalámbrica, acompañando al ejército a Dijon, que fue liberada el 11 de septiembre. Regresó a Gran Bretaña el 22 de septiembre de 1944.
Dedieu describió a Jullian como «muy valiente y nunca perdió los nervios, incluso cuando las SS llegaron para registrar la casa desde la que estaba transmitiendo». El líder del SOE Maurice Buckmaster la describió como «excepcionalmente valiente» y la recomendó para la Orden del Imperio Británico. Jullian se casó con el almirante francés Philippe de Scitivaux en agosto de 1945. Tenía un hijo de su anterior matrimonio. Murió en un accidente de submarinismo en Tahití el 4 de agosto de 1962.
Se la recuerda en el Tempsford Memorial de Tempsford, Bedfordshire, Inglaterra, que se inauguró en 2013 y conmemora a las mujeres que volaron a la Europa ocupada desde la cercana RAF de Tempsford.